# Keele Peak
Der Keele Peak, im nordöstlichen Teil des Territoriums Yukon nahe der Grenze zu den Nordwest-Territorien gelegen, ist mit 2972 m der höchste Gipfel der Selwyn Mountains. Er liegt südöstlich des Hess River, eines Nebenflusses des Stewart River, und etwa 25 km nordwestlich der Canol Road. Der Keele Peak ist ein alleinstehendes, von Tälern mit niedrigen Bäumen umgebenes Massiv mit Gletschern, die sich von dessen Spitze nach allen Seiten ausdehnen und eine Fläche von etwa 100 km² bedecken.
Der Gipfel wurde nach dem gebürtigen Iren Joseph Keele (1863–1923), einem Forscher und Geologen, benannt. Keele leistete einen bedeutenden Beitrag zur Kartographie der Goldfelder des Yukon.